# Hotel Knaust
Hotel Knaust (nu egentlig Elite Hotel Knaust) er et hotel i Sundsvall, Sverige. 
Hotellet blev bygget efter den store brand 1888 og er mest kendt for sin storslåede trappe. En af de berømte gæster er Chulalongkorn af Siam 1897. 
| - Trappen, 2015 - Adolf Fredrik Knaust (sv) Ukendt dato |